# In Your House 9: International Incident
In Your House 9: International Incident was een professioneel worstel-pay-per-view (PPV) evenement dat georganiseerd werd door de World Wrestling Federation (WWF, nu WWE). Het was de 9e editie van In Your House en vond plaats op 21 juli 1996 in het General Motors Place in Vancouver, Brits-Columbia.

## Matches
| Nr. | Match | Winnaar(s)              | Opmerkingen                                                    | Bron  |
| --- | --- | ----------------------- | -------------------------------------------------------------- | ----- |
| 1F  | Justin Bradshaw (met Uncle Zebekiah) vs. Savio Vega | Justin Bradshaw         | Eén-op-één FFA match.                                          | [ 1 ] |
| 2   | The Bodydonnas (Skip & Zip) vs. The Smoking Gunns (Bart Gunn & Billy Gunn) (met Sunny)                                                                           | The Bodydonnas          | Tag team match met Harvey Wippleman als Special Guest Referee. | [ 1 ] |
| 3   | Mankind vs. Henry O. Godwinn (met Hillbilly Jim) | Mankind                 | Eén-op-één match. Mankind won door submission.                 | [ 1 ] |
| 4   | Stone Cold Steve Austin vs. Marc Mero (met Sable) | Stone Cold Steve Austin | Eén-op-één match.                                              | [ 1 ] |
| 5   | The Undertaker (met Paul Bearer) vs. Goldust (met Marlena) | The Undertaker          | Eén-op-één match. The Undertaker won door diskwalificatie.     | [ 1 ] |
| 6   | Camp Cornette (The British Bulldog, Owen Hart & Vader) (met Jim Cornette) vs. The People's Posse (Ahmed Johnson, Shawn Michaels & Sycho Sid) (met José Lothario) | Camp Cornette           | 6-Man Tag Team match.                                          | [ 1 ] |